# Szoó Judit
Szoó Judit (Budapest, 1975. március 19. –) író, szakácskönyvszerző, nevéhez fűződik a Kilófaló fantázianevű életmód kidolgozása. Férje Kovács Szabolcs, vállalkozó. Volt férje Bernau Péter sportújságíró, közös gyermekeik Bernau Bence (1999), Bernau Bianka (2001), Bernau Marcell (2006) Testvérei: Szoó István, Szoó Zoltán, Kóbor Virág, Szoó Csanád. 

## Élete
Szoó István és Bodrogi Emőke gyermekeként született. Iskoláit a dunaharaszti, majd a dömsödi Általános Iskolában végezte. A ráckevei Ady Endre gimnáziumban érettségizett, majd felvételt nyert a budapesti József Attila Művelődési Központ, érettségizettek számára indított fazekasképzésére.

## Sikerei
Huszonhárom éves koráig fazekassággal foglalkozott, majd 1998-ban házasságot kötött Bernau Péter sportújságíróval, felhagyott az agyagozással, három gyermeket szült, főállású anya lett. Házassága 2016-ban közös megegyezéssel felbomlott. Második férjével, Kovács Szabolccsal 2017-ben ismerkedett meg, 2019 óta házasok. 
Nyolcéves kora óta küzdött a súlyával, és a harmadik gyermeke születése után, 2007-ben elégelte meg a kilátástalan küzdelmet, életmódot váltott. Enni továbbra is szeretett volna, ezért fokozatosan átalakította a hagyományos magyar konyha ételeit, süteményeit úgy, hogy azok beilleszthetők legyenek egy cukorbeteg, vagy egy fogyni vágyó ember étrendjébe is.
Tapasztalatait, receptjeit a Kilófaló szakácskönyvsorozatban tette közzé és az első kötet 2009-es megjelenése óta is azon dolgozik, hogy minél több túlsúlyos vagy elhízott embernek mutasson példát: fogyni éhezés nélkül is lehet.
2011 után az ételreceptek írása mellett az önfejlesztés, személyiségfejlődés, boldogságkeresés, valamint az elhízás lelki hátterének kutatása lett könyvei fő témája.

## Könyvei
- Kilófaló sütemények (2009)
- Kilófaló finomságok (2010)
- Kilófaló lakomák (2010)
- Kilófaló házi csodák (2011)
- Kilófaló népi ételek (2011)
- Kilófaló meseszakácskönyv (2011)
- Kilófaló lélekkönyv – A végső megoldás? (2013)
- Kilófaló lélekkönyv – Tükör és árnyék (2014)
- Kilófaló alapszakácskönyv – Az Orgona kúria titka (2014)
- Kilófaló ízkavalkád (2015)
- Kilófaló káprázat (2016)
- Kilófaló lélekkönyv – Lebegés (2017)
- A fogyás nagykönyve (2018)
- iLove (romantikus regény) 2018
- A bordó ház (romantikus regény) 2019